# 朝の連続ドラマ
『朝の連続ドラマ』（あさのれんぞくドラマ）は、1986年4月21日から1993年12月24日まで、日本テレビ系列ほかで放送されていた読売テレビ制作の帯ドラマシリーズ枠である。

## 概要
NHKの『連続テレビ小説』同様若手・中堅女優の登竜門的な位置づけがあり、このシリーズで野村真美、沖直美（後の沖直未）、未來貴子、高樹沙耶（後の益戸育江）、水野真紀らを輩出した。TBS系列で放送された『ポーラテレビ小説』に次いで、民放の帯ドラマでは"若手女優の登龍門"と呼ばれた。
作品の撮影は、大阪市の読売テレビ本社スタジオ（1988年5月まで北区東天満の旧社屋、同年6月から中央区城見の新社屋）で行われていたが、末期は同社が東京の制作拠点として東京都八王子市に建てられた読売テレビ多摩スタジオ（既に閉鎖）で制作されていた。

## 沿革

### 1986年度 - 1991年度
連続テレビ小説（NHK）の方式に倣って、1年を4月 - 9月までの上半期と10月～翌年3月までの下半期に分けて放映していた。
また、番組の性質上関西が舞台の中心となる作品が多く放映された（『花らんまん』は四国を舞台とし、『朝の連続ドラマ』枠での放映作品で唯一のノンフィクションドラマとなった）。

### 1992年度
フジテレビが関東で同一時間帯にサスペンスドラマをぶつけた影響で、それまでの関西が舞台の中心のドラマから、サスペンスものに転換。しかし、1年で頓挫した。

### 1993年度
それまでの半年シリーズから3ヶ月（1クール）ごとに作品を変える方式にして、サスペンスものから大学生等のヤング世代向けに再度路線転換。1993年12月を最後に終了。

## 放映作品一覧
|    | タイトル             | 主演                     | 放送期間                      | 制作プロダクション等       |
| -- | -------------------- | ------------------------ | ----------------------------- | -------------------------- |
| 1  | 花いちばん           | 池まり子                 | 1986年4月21日 - 10月17日      | 自社（よみうりテレビ）制作 |
| 2  | 花姉妹               | 手塚理美                 | 1986年10月20日 - 1987年4月3日 | IVSテレビ制作              |
| 3  | 見上げればいつも青空 | 甲斐智枝美               | 1987年4月6日 - 10月2日        | 松竹芸能                   |
| 4  | おさと               | 沖直美（後の沖直未）     | 1987年10月5日 - 1988年4月1日  | ITP（泉放送制作）          |
| 5  | 花らんまん           | 野村真美                 | 1988年4月4日 - 9月30日        | 自社制作                   |
| 6  | 吉野物語             | 未來貴子                 | 1988年10月3日 - 1989年3月31日 | 自社制作                   |
| 7  | 花ちりめん           | 高樹沙耶（後の益戸育江） | 1989年4月3日 - 9月29日        | 自社制作                   |
| 8  | 京一輪               | 渡辺典子                 | 1989年10月2日 - 1990年3月30日 | 自社制作                   |
| 9  | 花真珠               | 岩崎良美                 | 1990年4月2日 - 9月28日        | 宝塚映像                   |
| 10 | いのち草             | 岡まゆみ                 | 1990年10月1日 - 1991年3月29日 | テレパック                 |
| 11 | 花友禅               | 星遥子（後の星ようこ）   | 1991年4月1日 - 9月27日        | 宝塚映像                   |
| 12 | 華の宴               | 五十嵐いづみ             | 1991年9月30日 - 1992年3月27日 | 自社制作                   |
| 13 | 愛情物語             | 根本りつ子               | 1992年3月30日 - 9月25日       | 吉本興業                   |
| 14 | 珠玉の女             | 佳那晃子                 | 1992年9月28日 - 1993年3月26日 | VSO（泉放送制作）          |
| 15 | パパっ子ちゃん       | 水野真紀                 | 1993年3月29日 - 6月25日       | 総合ビジョン               |
| 16 | はるかの夢宣言       | 亜里香                   | 1993年6月28日 - 9月24日       | 国際放映                   |
| 17 | のんの結婚           | 田村英里子               | 1993年9月27日 - 12月24日      | CUC                        |

## 放送時間・ネット局

### ネット状況
- 「ルックルックこんにちは」を日本テレビか読売テレビと同一編成とした局における本番組のネット状況
  - ◎は『モーニングショー』（第1期）→『スーパーモーニング』（テレビ朝日）から本枠のネットに切り替えた系列局。
  - △は、放送時期によって放送時間が異なっていた局（下表では放送期間が長い方に記載）。
  - 一部の「ルックルックこんにちは」の時差ネット局・非ネット局でも本番組はネットしていた。ネット局に関する備考参照。

| 放送対象地域   | 放送局             | 放送時間                                                                          | 備考 |
| -------------- | ------------------ | --------------------------------------------------------------------------------- | --- |
| 近畿広域圏     | よみうりテレビ     | 8:30 - 8:55 『ルックルックこんにちは』は 8:55 - 10:25に時差放送                   | 制作局 |
| 鳥取県・島根県 | 日本海テレビ       | 8:30 - 8:55 『ルックルックこんにちは』は 8:55 - 10:25に時差放送                   | ◎△1989年10月から 1993年11月1日から日本テレビと同一編成                                                                               |
| 岡山県・香川県 | 西日本放送         | 8:30 - 8:55 『ルックルックこんにちは』は 8:55 - 10:25に時差放送                   | △1988年9月30日まで日本テレビと同一編成                                                                                               |
| 広島県         | 広島テレビ         | 8:30 - 8:55 『ルックルックこんにちは』は 8:55 - 10:25に時差放送                   | △1986年10月17日まで日本テレビと同一編成 昭和天皇の病状の関係で『吉野物語』開始直後も日本テレビと同一の編成としていた。               |
| 福岡県         | 福岡放送           | 8:30 - 8:55 『ルックルックこんにちは』は 8:55 - 10:25に時差放送                   | △1986年10月20日から1993年3月26日まで                                                                                                 |
| 長崎県         | 長崎国際テレビ     | 8:30 - 8:55 『ルックルックこんにちは』は 8:55 - 10:25に時差放送                   | △1991年4月の開局から 1993年10月4日から日本テレビと同一編成                                                                           |
| 熊本県         | くまもと県民テレビ | 8:30 - 8:55 『ルックルックこんにちは』は 8:55 - 10:25に時差放送                   | △1986年10月17日まで時差放送 |
| 関東広域圏     | 日本テレビ         | 10:00 - 10:25 『ルックルックこんにちは』の 直後枠に放送（地域により別時間で放送） | 10:00 - 10:25に放送していた局向けの送出局                                                                                            |
| 北海道         | 札幌テレビ         | 10:00 - 10:25 『ルックルックこんにちは』の 直後枠に放送（地域により別時間で放送） | |
| 青森県         | 青森放送           | 10:00 - 10:25 『ルックルックこんにちは』の 直後枠に放送（地域により別時間で放送） | ◎1991年10月から 日本テレビとの同時ネットは月 - 木曜のみ 金曜は『金曜ワイドあおもり』の直後枠に本枠を放送したが、後に枠を反転させた。 |
| 岩手県         | テレビ岩手         | 10:00 - 10:25 『ルックルックこんにちは』の 直後枠に放送（地域により別時間で放送） | △ 1986年10月20日 - 1987年10月2日は8:30 -                                                                                             |
| 宮城県         | ミヤギテレビ       | 10:00 - 10:25 『ルックルックこんにちは』の 直後枠に放送（地域により別時間で放送） | △ 1986年10月20日 - 1987年10月2日は8:30 -                                                                                             |
| 秋田県         | 秋田放送           | 10:00 - 10:25 『ルックルックこんにちは』の 直後枠に放送（地域により別時間で放送） | ◎1992年10月から |
| 山形県         | 山形放送           | 10:00 - 10:25 『ルックルックこんにちは』の 直後枠に放送（地域により別時間で放送） | ◎1993年4月から |
| 福島県         | 福島中央テレビ     | 10:00 - 10:25 『ルックルックこんにちは』の 直後枠に放送（地域により別時間で放送） | △ 1986年10月20日 - 1987年10月2日は8:30 -                                                                                             |
| 新潟県         | テレビ新潟         | 10:00 - 10:25 『ルックルックこんにちは』の 直後枠に放送（地域により別時間で放送） | △ 1986年10月20日 - 1987年10月2日は8:30 - 、 1989年4月17日 - 1992年3月27日は6:20 - 、 1992年3月30日 - は11:00 -                       |
| 長野県         | テレビ信州         | 10:00 - 10:25 『ルックルックこんにちは』の 直後枠に放送（地域により別時間で放送） | ◎1991年4月から |
| 静岡県         | 静岡第一テレビ     | 10:00 - 10:25 『ルックルックこんにちは』の 直後枠に放送（地域により別時間で放送） | △1987年4月6日 - 1988年4月1日は8:30 -                                                                                                 |
| 石川県         | テレビ金沢         | 10:00 - 10:25 『ルックルックこんにちは』の 直後枠に放送（地域により別時間で放送） | 1990年4月の開局から |
| 中京広域圏     | 中京テレビ         | 10:00 - 10:25 『ルックルックこんにちは』の 直後枠に放送（地域により別時間で放送） | △一時本枠の日本テレビと同一の編成としていた局向けの送出局 1986年10月20日 - 1988年4月1日は8:30 -                                      |
| 山口県         | 山口放送           | 10:00 - 10:25 『ルックルックこんにちは』の 直後枠に放送（地域により別時間で放送） | ◎1993年10月から |

### ネット局に関する備考
- NNS系列局における放送時間は前述の通り2パターンで振り分けられていたが[注 3]、放送期間中にNNSフルネット局化（開局含む）となった西日本の系列局のうち、読売テレビと同一編成を行った放送局は日本海テレビと長崎国際テレビの2局で、反対にテレビ金沢と山口放送の2局は日本テレビと同一編成だった（「ルック」：東西ネットの振分けの項も参照のこと）。
  - 静岡第一テレビと中京テレビは時期により、日本テレビと読売テレビとでどちらとの同一編成なのかが異なっていた。中京テレビは10:00→8:30→10:00と変遷し、日本テレビと同一編成を行ったときは東日本のNNS系列局への送出も行っていた。
  - 日本海テレビは1989年9月までは10:25 - 10:50に放送していたが、山陰放送（TBS系列）と2局同時放送していた『モーニングショー』を打ち切って読売テレビとの同一編成に移行した。
  - 1991年10月にNNSフルネット局になった青森放送は、月 - 木曜日に関しては日本テレビと同一編成を行っていたが、当初は金曜日に関しては9:55から『金曜ワイドあおもり』を放送していた関係で、『金曜ワイドあおもり』放送後に本枠を放送していたが、後に本枠と『金曜ワイドあおもり』を反転させている。
  - 本枠開始時点で『モーニングショー』→『スーパーモーニング』を放送していた局の内、山形放送は1993年3月までは9:30 - 9:55に[注 4]、テレビ信州は1991年3月までは11:00 - 11:25に[14]、山口放送は1993年9月までは10:25 - 10:50にそれぞれ放送していたが、3局ともNNSフルネット化と同時に日本テレビとの同一編成に移行した。
- テレビ朝日平日朝のワイドショー（『モーニングショー』→『スーパーモーニング』）を放送していた一部のNNS系列局では、テレビ朝日平日朝のワイドショーの放映の絡みもあり、放送時間は地域によって異なっていた。大半の局は9:30 - 10:25の時差ネットで放送していた『ルックルックこんにちは』の直後枠に放送していたが、『ルックルックこんにちは』未ネットの局では『モーニングショー』→『スーパーモーニング』の直前枠や直後枠に放送していた局もあった。
  - 北日本放送は1990年10月のチューリップテレビ（当時：テレビユー富山）（TBS系列・TUT）開局直後、『愛の劇場』（当時：『花王 愛の劇場』）の放映権移行による同番組の後枠扱いで13:30 - 13:55に放送していたため、『おもいッきりテレビ』の13:20飛び降りはTUT開局直後ではなく本番組終了直後の1994年1月に解消されることとなった。
  - 四国放送は、当初9:30 - 9:55、その後8:05 - 8:30の時間帯で放送していた[注 5]。
  - 南海放送は、読売テレビより1時間遅れの9:30 - 9:55の放送だった[注 6]。
  - 高知放送は、1993年4月2日までは10:30 - 10:55に放送していたが[15]、14時台に放送されていたテレビ朝日平日正午枠の時差ネット廃止に伴い、同年4月5日から14:30 - 14:55に放送時間が変更された[注 7]。
- フジテレビ系列主体の日本テレビ系列・テレビ朝日系列とのクロスネット局（1993年10月の大分朝日放送開局から2025年現在もフジテレビ系列主体の日本テレビ系列とのクロスネット局）のテレビ大分は1988年10月3日から13:00 - 13:25に週遅れでのネットを開始。このため、「『ライオンのいただきます』→『ライオンのいただきますII』→『ライオンのごきげんよう』」（フジテレビ）はTBS系列の大分放送で放送されていた。[注 8]
- 石川テレビ（フジテレビ系列）ではテレビ金沢開局前に平日早朝帯（6時台）で遅れ放送を行っていた時期がある。